# Wilhering
Wilhering – gmina targowa w Austrii, w kraju związkowym Górna Austria, w powiecie Linz-Land. Według danych Austriackiego Urzędu Statystycznego liczyła 5856 mieszkańców (1 stycznia 2015).

## Współpraca
Miejscowość partnerska:
- Bogen, Niemcy